# Erik Pontoppidan
Erik Pontoppidan (Aarhus, 24 agosto 1698 – Bergen, 20 dicembre 1764) è stato un teologo, zoologo e vescovo luterano danese.

## Biografia
Studiò teologia all'università di Copenaghen. Essendo tutore di diversi nobili, gli fu permesso di viaggiare in Europa e divenne in seguito uno dei professori del re. Nel 1738 insegnò teologia a Copenaghen e nel 1745 divenne vescovo di Bergen. Sebbene la maggior parte delle sue opere sia di ambito teologico, pubblicò anche numerosi trattati di zoologia. Fu amico di Morten Thrane Brünnich (1737-1827), considerato il fondatore della zoologia danese. Nella sua Storia naturale della Norvegia parlò ampiamente del leggendario Kraken. Fu inoltre il naturalista che descrisse per la prima volta il gabbiano reale nordico (Larus argentatus).

## Elenco parziale delle pubblicazioni
- Theatrum Daniae veteris et modernae. Bremen 1730.
- Kurzgefaßte Reformations-Historie der dänischen Kirche. Lübeck 1734.
- Kort Forestilling af de store Velgierninger. Kopenhagen 1736.
- Marmora Danica selectiora sive Inscriptionum. Kopenhagen 1739-41.
- Gesta et vestigia Danorum extra Daniam. Preuss, Leipzig, Kopenhagen 1740/41.
- Annales ecclesiæ danicæ diplomatici. Möller, Kopenhagen 1741-52.
- Ein paar erweckliche Predigten vom Elend des irdischen Lebens und wie demselben möge geholfen werden. Kothert, Bergen 1749.
- Glossarium norvagicum. Kothert, Bergen 1749.
- Det forste Forsorg paa Norges Naturlige Historie. Kopenhagen 1752.
- Erich Pontoppidans ... Versuch einer natürlichen Historie von Norwegen. Mumme, Kopenhagen, Flensburg 1753-69.
- Erich Pontoppidans ... Erbauliche Hirtenbriefe, welche er an die Priesterschaft des Bergischen Stifts geschrieben. Berger & Boedner, Rostock 1754.
- Menoza. Kopenhagen 1754.
- The natural history of Norway. Linde, London 1755.
- Erich Pontoppidans unvorgreifliche Bedenken über die natürliche Ursache der vielen und starken Erdbeben und des ungewöhnlichen Wetters, welches man seit einiger Zeit sowohl in als außer Europa vernommen hat. Pelt, Kopenhagen 1757.
- Erich Pontoppidans Kraft der Wahrheit, den atheistischen und naturalistischen Unglauben zu besiegen. Pelt, Kopenhagen 1759.
- Eutropii Philadelphi Oeconomiske Balance. Godiche, Kopenhagen 1759.
- Menoza, welcher die Welt umhergezogen, Christen zu suchen. Kopenhagen 1759.
- Sannleiki Gudhraedslunnar. 1759.
- Origines Hafnienses eller den kongelige Residentz-Stad Kiøbenhavn, forestillet i sin oprindelige Tilstand. Godiche, Kopenhagen 1760.
- Den Danske Atlas eller Konge-Riget Dannemark. Kopenhagen 1763-81.
- Erich Pontoppidans kurzgefaßte Nachrichten, die Naturhistorie in Dänemark betreffend. Rothe & Profft, Kopenhagen 1765 (p.m.).
- Erich Pondoppidans schrift- und vernunftmäßige Abhandlung von der Unsterblichkeit menschlicher Seelen, von deren Befinden in dem Tode, von deren Zustand gleich nach dem Tode, bis an das jüngste Gericht. Rothe, Kopenhagen 1766 (p.m.).